# Victoria Xipolitakis
Victoria Xipolitakis   (Lanús, 23 de desembre de 1985) (Victoria Jesús Xipolitakis, també coneguda com a Vicky Xipolitakis), és una vedet, model, ballarina i figura mediàtica argentina.

## Joventut i carrera
Xipolitakis va néixer a Lanús, al sud de la zona metropolitana de Buenos Aires. És la segona filla de Manuel Xipolitakis i Elena Damianos, tots dos descendents de ciutadans grecs. Xipolitakis té dos germans, Stefania, també figura mediàtica de la televisió, i Nicolás, un futbolista.
Va debutar el 2006 com a part d'un duet amb la seva germana Stefania al programa Palermo Hollywood Hotel de Canal 9, van assolir la fama ja que la seva germana va confessar haver tingut una relació amb Carlitos Nair Menem, fill de l'expresident de l'Argentina, Carlos Menem. Ja el 2009, va entrar al programa Sinc Codificar que es transmetia per Amèrica TV.
Durant els seus inicis, sempre ha destacat els seus trets grecs junt amb la seva germana, que eren presentades als mitjans com «Les bessones gregues» sense ser-ho. Ambdues van formar part de les obres: «Celebra la risa» i «Trastornados» per a després, en solitari, formar part de «Barbierisima» i «Escandalosas». El 2014, va ser la vedet principal de «Brillantísima», sota la direcció de Carmen Barbieri i Moria Casán. Aquest mateix any, va participar al popular concurs Bailando por un sueño dins del programa Showmatch conduït per Marcelo Tinelli. El seu company de ball va ser Cristian Falcón. La seva participació al certamen va ser conflictiva per totes les baralles que va tenir amb diversos participants, amb el jurat, i fins amb el seu company de ball.
El 2015, va encapçalar l'obra Divain d'Aníbal Pachano junt amb Virginia Gallardo. En aquest mateix any, va estrenar el programa El consultorio de Vicky Mouse per internet al seu canal de Youtube. El 5 de febrer de 2018, es va casar amb l'empresari Javier Naselli a Nova York. El 12 de desembre de 2018, ella i el seu marit li van donar la benvinguda al seu primer fill, Salvador Uriel Naselli, qui va néixer al Sanatori Otamendi.

### Escàndal al Vol «AU2708» d'Austral (2015)
El 24 de juny de 2015, Xipolitakis va protagonitzar un escàndol que va tenir una gran repercussió a nivell internacional per un vídeo on s'observa els expilots, Patricio Zocchi Molina i Federico Soaje, trencant el protocol de seguretat aeronàutica mentre que Xipolitakis les sedueix dins la cabina de l'avió, i després de l'acció la conviden a accelerar l'avió a l'hora de l'enlairament. Tots dos pilots van ser acomiadats. i Aerolíneas Argentinas va prohibir Victòria Xipolitakis utilitzar els seus serveis per cinc anys. El jutge de la causa la va processar per delicte de posar en risc una aeronau.

## Treballs realitzats

### Cinema
| Any  | Títol                 | Paper        |
| ---- | --------------------- | ------------ |
| 2016 | Primavera             | La Griega    |
| 2016 | Me casé con un boludo | Ella mateixa |

### Programes de televisió
| Any       | Títol                                   | Canal      | Paper                                       |
| --------- | --------------------------------------- | ---------- | ------------------------------------------- |
| 2006      | Palermo Hollywood Hotel                 | Canal 9    |                                             |
| 2009      | Peligro: Sin codificar                  | América    | Ella mateixa en una participació especial . |
| 2009      | Canta conmigo Argentina                 | Canal 13   | Participant del concurs de cant.            |
| 2013-2014 | Viviendo con las estrellas              | América TV | Participant n. 11. Eliminada (4a posició).  |
| 2014      | AM, antes del mediodía                  | Telefe     | Convidada.                                  |
| 2014      | Showmatch: Bailando por un Sueño (2014) | Canal 13   | Participant n. 10. Eliminada.               |
| 2015      | El consultorio de Vicky Mouse           | Youtube    |                                             |
| 2018-2019 | Por el mundo                            | Telefe     | Presentadora convidada.                     |
| 2020      | Divina comida                           | Telefe     | Presentadora.                               |
| 2020      | La invención de Ósmosis                 | Telefe     | Evelina Ferraro.                            |
| 2020      | Volver a empezar                        | Telefe     | Griselda Warren.                            |

### Teatre
| Any  | Títol                | Nota |
| ---- | -------------------- | --- |
| 2009 | Celebra la risa      | Junto amb Daniel Santillan, Nazarena Vélez, Santiago Almeyda, Mariana de Melo, Stefanía Xipolitakis, Fátima Florez i Amalia Granata. |
| 2010 | Trastornados         | Junt ambDaniel Santillan, Jacobo Winograd, Valeria De Genaro, Stefanía Xipolitakis i Mariana Diarco. |
| 2012 | Barbierísima         | Junt amb Carmen Barbieri, Zulma Faiad, Germán Krauss, Beto César, Emiliano Rella, Fernando Ramírez, Andrea Ghidone, Andrea Estévez, Claudia Albertario, Gabriela Mandato, Ivana Palloti, Dominique Pestaña, Silvina Scheffer, Rodrigo Lussich, Daniel Ambrosino, Rubén Matos, Juan Marcelo, Hernán Cabanas, Adriana Barrientos i cos de ball. |
| 2013 | Escandalosas         | Junt amb Carmen Barbieri, Moria Casán, Beto César, Federico Bal, Andrea Ghidone, Stefanía Xipolitakis, Julián Labruna, Lorena Liggi, Gustavo Monje, Soledad Cescato, Mariana Jaccazio, Martín Sipicki, Gisela Lepio i elenc. |
| 2014 | Brillantísima        | Junt amb Carmen Barbieri, Moria Casán, Sergio Denis, José Luis Gioia, Tristán, Celeste Muriega, Stefanía Xipolitakis, Julián Labruna, Lorena Liggi, Belén Giménez, Gustavo Monje i Martín Sipicki. |
| 2014 | Divain               | Junt amb Anibal Pachano, Fernando Avalle, Flavia Pereda, Virginia Gallardo, Maia Contreras, Mauricio Macu, Nacho Gonatta i Juanjo Marco. |
| 2016 | Igualmente distintos | Junt amb Fernando Ramírez. |